# Slaník
Slaník (en allemand : Slanik) est une commune du district de Strakonice, dans la région de Bohême-du-Sud, en République tchèque. Sa population s'élevait à 158 habitants en 2020.

## Géographie
Slaník est arrosée par la rivière Otava et se trouve à 4 km à l'est-nord-est du centre de Strakonice, à 51 km au nord-ouest de České Budějovice et à 97 km au sud-sud-ouest de Prague.
La commune est limitée par Řepice et Rovná au nord, par Přešťovice à l'est et par Strakonice au sud et à l'ouest.

## Histoire
La première mention écrite du village date de 1359.